# Symmeria paniculata
Symmeria paniculata Benth. – gatunek rośliny z monotypowego rodzaju Symmeria w obrębie rodziny rdestowatych (Polygonaceae Juss.). Występuje naturalnie w Kolumbii, Wenezueli, Gujanie, Peru, Boliwii oraz Brazylii (w stanach Acre, Amazonas, Amapá, Pará, Roraima, Tocantins, Maranhão, Mato Grosso do Sul i Mato Grosso). Stanowi klad bazalny w obrębie rodziny.

## Morfologia
PokrójWiecznie zielony półkrzew dorastający do 5–20 cm wysokości. Pędy mają brązowoszarawą barwę.
LiścieUlistnienie jest naprzemianległe lub naprzeciwległe. Mają równowąski kształt. Mierzą 3–4 cm długości oraz 1–10 cm szerokości. Blaszka liściowa jest o tępym lub ostrym wierzchołku. Ogonek liściowy jest nagi i osiąga 5–20 mm długości.
KwiatyZebrane po 3–9 w wierzchotki, rozwijają się na szczytach pędów. Kielich ma dzwonkowaty kształt. Listków okwiatu jest 6, mają żółtą barwę i mierzą 1–2 mm długości. Pręcików jest 9.
OwoceTrójboczne niełupki osiągające 1–2 mm długości.

## Biologia i ekologia
Rośnie w lasach, na terenach nizinnych.